# كينتارو كاكو
كينتارو كاكو (باليابانية: 圍 謙太朗) (23 أبريل 1991 في ناغاساكي في اليابان – )؛ هو لاعب كرة قدم ياباني سابق كان يلعب كحارس مرمى.

## وصلات خارجية
- كينتارو كاكو على موقع رابطة كرة القدم اليابانية للمحترفين (اليابانية)
- كينتارو كاكو على موقع قاعدة بيانات كرة القدم.إي يو (الإنجليزية)
- كينتارو كاكو على موقع Soccerway.com (الإنجليزية)
- كينتارو كاكو على موقع عالم كرة القدم.نت (الإنجليزية)
- كينتارو كاكو على موقع كووورة